# Curba Laffer

O reprezentare de bază a curbei Laffer, care ilustrează veniturile guvernamentale (R) în raport cu cota de impozitare (t) și evidențiază punctul de venit maxim la t*.

În economie, curba Laffer ilustrează relația teoretică dintre cotele de impozitare și veniturile fiscale colectate de stat. Aceasta pornește de la premisa că veniturile fiscale sunt zero la extremele cotei de impozitare de 0% și 100%, ceea ce sugerează existența unei cote optime de impozitare între aceste limite, care maximizează încasările statului.
Forma curbei depinde de elasticitatea veniturilor impozabile, adică de măsura în care veniturile impozabile variază în funcție de modificarea cotei de impozitare. În practică, aceasta reflectă comportamentul contribuabililor: impozite prea ridicate pot descuraja activitatea economică, determinând reducerea muncii, investițiilor sau conformării fiscale, ceea ce erodează baza impozabilă. Popularizată de economistul ofertist Arthur Laffer, curba este de obicei reprezentată grafic astfel: pornește de la o cotă de 0% cu venituri fiscale zero, crește până la un punct maxim al veniturilor la o cotă intermediară de impozitare, apoi scade din nou la venituri zero la o cotă de 100%. Cu toate acestea, forma exactă a curbei este incertă și rămâne subiect de dezbatere între economiști.
Una dintre implicațiile curbei Laffer este că, dincolo de un anumit prag, majorarea cotei de impozitare diminuează baza impozabilă suficient de mult încât veniturile fiscale totale să scadă. În special în Statele Unite, conservatorii au folosit această teorie pentru a susține că reducerea impozitelor ar putea stimula activitatea economică și, implicit, crește veniturile fiscale. Totuși, punctul exact al cotei de impozitare care maximizează veniturile fiscale nu poate fi determinat direct, ci doar estimat—iar astfel de estimări sunt frecvent contestate. Potrivit The New Palgrave Dictionary of Economics⁠(d), o enciclopedie de referință în economie, estimările privind cota optimă de impozitare pentru maximizarea veniturilor au variat considerabil, cu o valoare mediană situată în jurul 70%.
Relevanța curbei Laffer pentru politica fiscală este intens dezbătută. Deși teoria sugerează că reducerea impozitelor poate stimula activitatea economică și crește veniturile fiscale, acest efect nu este universal valabil. Impactul său depinde de nivelul inițial al impozitării, de comportamentul contribuabililor și de structura economiei. În economiile unde cotele de impozitare sunt deja reduse, o scădere suplimentară poate doar diminua veniturile statului, fără a genera creștere economică suplimentară. De asemenea, impactul variază în funcție de gradul de conformare fiscală, dimensiunea economiei informale și elasticitatea ofertei de muncă.
Forma exactă a curbei Laffer diferă de la o economie la alta, în funcție de structura fiscală, comportamentul contribuabililor și alte variabile macroeconomice. Prin urmare, nu există un model unic aplicabil tuturor economiilor, iar aplicabilitatea sa generală rămâne subiect de dezbatere.
Curba Laffer a devenit cunoscută în cercurile politice din Statele Unite după o întâlnire din 1974 cu oficialii administrației Ford, Dick Cheney și Donald Rumsfeld, în timpul căreia Arthur Laffer ar fi schițat curba pe un șervețel pentru a-și ilustra argumentul. Termenul „curba Laffer” a fost introdus de Jude Wanniski⁠(d), prezent și el la întâlnire. Totuși, conceptul nu era nou; Laffer însuși menționează antecedente în scrierile gânditorului social din secolul al XIV-lea, Ibn Khaldun, și ale altor autori.

## Istorie
Ibn Khaldun, filozof din secolul al XIV-lea, a scris în lucrarea sa Muqaddimah⁠(d): „Trebuie să se știe că, la începutul dinastiei, impozitarea generează venituri mari din evaluări mici. La sfârșitul dinastiei, impozitarea generează venituri mici din evaluări mari.”

### Origine
Laffer susține că nu a inventat acest concept, menționând numeroși precursori, inclusiv Muqaddimah, lucrarea savantului islamic din secolul al XIV-lea Ibn Khaldun, precum și ideile lui John Maynard Keynes și Adam Smith. De asemenea, Andrew Mellon⁠(d), Secretarul Trezoreriei SUA între 1921 și 1932, a susținut că reducerile de taxe pot stimula activitatea economică și, în anumite condiții, pot duce la o creștere a veniturilor fiscale – o idee fundamentală în teoria curbei Laffer.
Asocierea numelui lui Laffer cu acest concept a devenit larg răspândită după publicarea unui articol în revista politică National Affairs în 1978, care îl lega direct de teorie. În acel articol, Jude Wanniski⁠(d) relatează o cină din 1974 la Two Continents Restaurant, situat în Washington Hotel, Washington D.C., la care au participat Arthur Laffer, Wanniski, Dick Cheney, Donald Rumsfeld și adjunctul secretarului de presă, Grace-Marie Arnett. În cadrul acelei discuții, Laffer, argumentând împotriva propunerii președintelui Gerald Ford de a majora impozitele, ar fi desenat curba pe un șervețel pentru a ilustra ideea că există un punct optim al fiscalității, dincolo de care majorarea cotelor de impozitare devine contraproductivă. Cheney nu a fost imediat convins, dar ideea a stârnit interesul celor prezenți și, treptat, a început să capete influență în dezbaterile economice și politice.
Laffer nu își amintește în mod specific episodul cu șervețelul, dar afirmă: „Am folosit așa-numita Curba Laffer în mod constant, atât în cursurile mele, cât și în discuțiile cu oricine era dispus să mă asculte”. Indiferent de autenticitatea momentului, povestea desenului pe șervețel a devenit un simbol al dezbaterii asupra politicilor fiscale și a jucat un rol esențial în popularizarea economiei ofertei (supply-side economics) în Statele Unite.

### Precedente

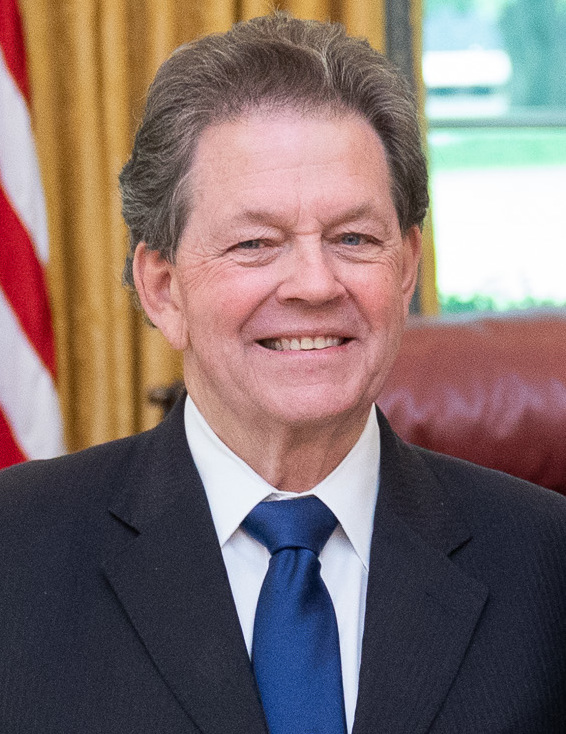
Arthur Laffer

Există și alte precedente istorice în afara celor citate de Laffer. În Della Moneta⁠(d) (1751), Ferdinando Galiani⁠(d) afirma: „Este o eroare enormă... să crezi că un impozit generează întotdeauna venituri mai mari pe măsură ce devine mai împovărător.” El a oferit exemplul unei taxe pentru intrarea târzie într-un oraș, care ar fi mai puțin rentabilă dacă ar fi stabilită la un nivel nerezonabil de ridicat. Argumente similare au fost exprimate de David Hume în eseul Of Taxes (1756) și de economistul scoțian Adam Smith două decenii mai târziu.
În timpul foametei irlandeze din anii 1840, Edward Twisleton⁠(d) a sugerat că reducerea taxelor locale ar putea crește sumele efectiv colectate pentru ajutorarea populației. Analize ulterioare ale gradului de colectare au indicat că regiunile cu rate mai mari au reușit să colecteze o proporție mai mică din taxele datorate.
Partidul Democrat din SUA a adoptat acest argument în anii 1880, când veniturile ridicate generate de tarifele vamale impuse în timpul Războiului Civil (1861–1865) au dus la excedente bugetare. Partidul Republican, bazat atunci în nord-estul industrial protecționist, a susținut că reducerea tarifelor ar duce la scăderea veniturilor.
În 1924, secretarul Trezoreriei Andrew Mellon⁠(d) scria: „Pentru unii pare dificil de înțeles că ratele ridicate de impozitare nu generează neapărat venituri mari pentru stat și că, adesea, venituri mai mari pot fi obținute prin cote mai reduse.” Pornind de la ideea că un impozit excesiv poate descuraja activitatea economică până în punctul în care veniturile fiscale scad, Mellon a susținut reducerea cotei maxime de impozitare de la 73% la 24%, concomitent cu reduceri pentru tranșele inferioare. Mellon, unul dintre cei mai bogați oameni din SUA și al treilea cel mai mare contribuabil la impozitul pe venit în anii 1920, după John D. Rockefeller și Henry Ford, și-a fundamentat politica pe observația că, în perioada 1921–1929, veniturile fiscale din impozitul pe venit au crescut de la 719 milioane USD la peste 1 miliard USD, cu o medie anuală de creștere de 4,2%, ceea ce susținătorii săi atribuie reducerii de taxe.
În 2012, un sondaj realizat de Universitatea din Chicago a arătat că economiștii resping ideea că reducerea cotelor impozitului federal pe venit din SUA ar duce la o creștere a veniturilor fiscale pe termen mediu. Întrebați dacă „o reducere a impozitelor federale din SUA în acest moment ar crește venitul impozabil suficient de mult încât să genereze venituri fiscale anuale mai mari în decurs de cinci ani decât în absența reducerii”, niciun economist nu a susținut această afirmație, iar 71% au respins-o explicit. Potrivit economistului Jeffrey Frankel⁠(d) de la Universitatea Harvard, majoritatea covârșitoare a economiștilor resping ideea că nivelul impozitării veniturilor în SUA este suficient de ridicat încât reducerile de taxe să se autofinanțeze.

## Analiză empirică
Unul dintre scopurile conceptuale ale curbei Laffer este identificarea ratei de impozitare care maximizează veniturile fiscale (cu alte cuvinte, „optimizarea” colectării veniturilor). Rata de impozitare care generează venituri maxime nu trebuie confundată cu rata optimă de impozitare, un concept utilizat de economiști pentru a desemna nivelul de impozitare care permite colectarea unei anumite sume de venituri cu cele mai puține distorsiuni economice, minimizând impactul negativ asupra activității economice și eficienței pieței.
În 2017, Jacob Lundberg de la Universitatea Uppsala a estimat curbele Laffer pentru 27 de țări membre OCDE, constatând că ratele maxime ale impozitului pe venit care maximizează veniturile fiscale variază între 60–61% (Austria, Luxemburg, Țările de Jos, Polonia, Suedia) și 74–76% (Germania, Elveția, Regatul Unit, SUA). Majoritatea țărilor par să fi stabilit cote de impozitare sub nivelul maxim estimat al curbei Laffer, în timp ce cinci state îl depășesc (Austria, Belgia, Danemarca, Finlanda, Suedia).
Scriind în 2010, John Quiggin⁠(d) a afirmat: „În măsura în care a existat un răspuns economic la reducerile de taxe adoptate de Reagan și, douăzeci de ani mai târziu, la cele ale lui George W. Bush, acesta pare să fi fost, în mare parte, un răspuns keynesian pe partea cererii, așa cum era de așteptat atunci când guvernele oferă gospodăriilor un venit net suplimentar într-un context economic deprimat.”
Un studiu din 1999 realizat de Austan Goolsbee⁠(d), economist la Universitatea din Chicago, care a analizat modificările semnificative ale cotelor de impozitare aplicabile veniturilor ridicate în Statele Unite începând cu anii 1920, nu a identificat nicio dovadă că SUA s-ar afla dincolo de punctul maxim al curbei Laffer, sugerând că majorările de taxe ar fi continuat să genereze venituri suplimentare.

### Rata impozitului pe venit la care veniturile fiscale sunt maximizate

O curbă Laffer asimetrică, cu un punct de venit maxim la o rată de impozitare de aproximativ 70%, conform estimărilor realizate de Trabandt și Uhlig (2011).

La începutul anilor 1980, Edgar L. Feige⁠(d) și Robert T. McGee au elaborat un model macroeconomic pe baza căruia au derivat o curbă Laffer. Conform acestui model, forma și poziția curbei Laffer sunt determinate de intensitatea efectelor de ofertă, de progresivitatea sistemului fiscal și de dimensiunea economiei neobservate.
Economistul Paul Pecorino a prezentat în 1995 un model care estima că punctul maxim al curbei Laffer se situează în jurul unei rate de impozitare de 65%. Un studiu realizat de Y. Hsing asupra economiei Statelor Unite în perioada 1959–1991 a plasat rata medie optimă a impozitului federal pentru maximizarea veniturilor fiscale între 32,67% și 35,21%.
Un articol publicat în 1981 în revista academică Journal of Political Economy⁠(d) a integrat date empirice într-un model care sugera că, în Suedia anilor 1970, veniturile fiscale ar fi fost maximizate la o rată de impozitare de 70%.
Un studiu din 2011 realizat de Trabandt și Uhlig, publicat în revista academică Journal of Monetary Economics⁠(d), a estimat că rata de impozitare optimă pentru maximizarea veniturilor fiscale este de 70% și a concluzionat că economia SUA și majoritatea economiilor europene se află pe partea ascendentă a curbei Laffer – cu alte cuvinte, o creștere a impozitelor ar genera venituri fiscale suplimentare.
Un studiu din 2005 a concluzionat că, exceptând Suedia, niciun stat OCDE important nu ar putea crește veniturile fiscale printr-o reducere a ratei marginale de impozitare.
Enciclopedia de referință The New Palgrave Dictionary of Economics⁠(d) arată că o analiză comparativă a studiilor academice indică un interval de rate de impozitare care maximizează veniturile fiscale, centrat în jurul valorii de 70%.

### Fiscalitatea aplicată bunurilor și serviciilor

Figura compară curba Laffer, presupunând că firmele nu răspund la modificările ratei de impozitare (Naiv), cu curba Laffer în care firmele își ajustează prețurile (Răspunsul Firmelor), conform estimărilor realizate de Miravete, Seim și Thurk (2018). Ratele de impozitare care maximizează veniturile sunt indicate între paranteze.

Curba Laffer a fost extinsă și la fiscalitatea bunurilor și serviciilor. Un studiu publicat în revista academică Econometrica⁠(d) în 2018 de Miravete, Seim și Thurk arată că, pe piețele necompetitive, ajustările strategice de preț ale firmelor joacă un rol esențial în estimarea curbei Laffer. Autorii au demonstrat că firmele tind să își majoreze prețurile ca reacție la o reducere a taxei ad valorem, ceea ce limitează creșterea cantității comercializate față de nivelul anticipat. Efectul net este o aplatizare a curbei Laffer și o deplasare spre dreapta a punctului maxim al veniturilor fiscale.

### Analiza Biroului pentru Buget al Congresului
În 2005, Biroul pentru Buget al Congresului Statelor Unite (CBO) a publicat un studiu intitulat "Analiza efectelor economice și bugetare ale unei reduceri cu 10% a cotelor de impozitare a veniturilor". Studiul a evaluat impactul unei reduceri uniforme de 10% a cotelor marginale de impozit pe venit la nivel federal (de exemplu, o reducere a cotei de 25% la 22,5%). Spre deosebire de analizele tradiționale, acest studiu a luat în considerare efectele macroeconomice ale politicii fiscale, analizând în ce măsură reducerea cotelor de impozitare ar putea stimula creșterea economică și, implicit, veniturile bugetare. Chiar și în cel mai optimist scenariu modelat, doar 28% din veniturile fiscale pierdute ar fi fost recuperate în decurs de un deceniu prin creștere economică, sugerând un efect de compensare limitat. Pe termen scurt, deficitul bugetar ar fi crescut aproape proporțional cu reducerea impozitelor, iar beneficiile economice nu ar fi fost suficiente pentru a acoperi pierderile de venituri. În plus, guvernul federal ar fi trebuit să acopere această scădere prin împrumuturi, ceea ce ar fi generat costuri suplimentare cu dobânzile estimate la 200 de miliarde de dolari în perioada analizată, amplificând povara fiscală viitoare.
În 2019, economiștii Comitetului Mixt pentru Impozitare au reevaluat efectele macroeconomice și bugetare ale unei reduceri de 10% a cotelor statutare de impozit pe venitul obișnuit, pornind de la nivelurile stabilite prin legea P.L. 115-97. Deși analiza a inclus o modelare mai detaliată a sistemului fiscal, concluziile au rămas similare: o astfel de reducere ar fi amplificat deficitele bugetare, atât pe termen scurt, cât și pe termen lung, chiar și luând în considerare impactul economic pozitiv.

### Regatul Unit
În 2013, guvernul britanic a redus cota maximă de impozit pe venit de la 50% la 45%. HMRC⁠(d) a estimat că această măsură ar reduce veniturile bugetare cu aproximativ 100 de milioane de lire sterline, dintr-un total de aproximativ 90 de miliarde de lire sterline generate de contribuabilii din această categorie. Cu toate acestea, estimările au fost însoțite de un grad ridicat de incertitudine. Robert Chote⁠(d), președintele Oficiului pentru Responsabilitate Bugetară al Regatului Unit, a sugerat că Marea Britanie se află aproape de punctul optim al curbei Laffer, unde reduceri suplimentare ale cotelor de impozitare ar putea duce la scăderi, și nu la creșteri, ale veniturilor fiscale. Aceasta indică faptul că, deși o anumită reducere a impozitelor poate avea efecte stimulative, există o limită după care încasările bugetare încep să scadă, punând în pericol sustenabilitatea finanțelor publice.

### Alte exemple
Arthur Laffer a menționat cazurile Rusiei și statelor baltice, care au introdus un impozit unic cu cote sub 35% într-o perioadă de creștere economică accelerată. De asemenea, el a făcut referire la reformele fiscale din anii 1920, reducerile de impozite Kemp-Roth, măsurile adoptate în timpul administrației Kennedy și modificările aduse impozitului pe câștigurile de capital în SUA în 1997.
Unii economiști au invocat Legea lui Hauser, conform căreia veniturile fiscale federale din SUA, ca procent din PIB, s-au menținut relativ constante, în jurul valorii de 19,5%, între 1950 și 2007, indiferent de modificările cotelor marginale de impozitare. Totuși, această teorie este contestată de economiști care susțin că schimbările de politică fiscală au avut un impact semnificativ asupra veniturilor bugetare. 
În 2012, guvernatorul statului Kansas, Sam Brownback⁠(d), a aplicat reduceri masive ale cotelor de impozit pe venit, într-o inițiativă denumită experimentul Kansas. Laffer a fost plătit cu 75.000 de dolari pentru consultanță și a susținut pe deplin această reformă, considerând-o „revoluționară”. Cu toate acestea, măsura a generat rapid un deficit bugetar de aproximativ 200 de milioane de dolari, ștergând surplusul anterior și transformându-l într-un dezechilibru fiscal profund.
Pe fondul acestei scăderi a veniturilor, statul a fost nevoit să reducă drastic cheltuielile pentru educație și infrastructură, ceea ce a declanșat critici severe. În final, experimentul a fost considerat un eșec, iar în 2017, legislativul statului Kansas a revocat măsurile printr-un vot bipartizan. Acest caz este adesea citat ca un exemplu al limitelor teoretice ale curbei Laffer în practică, arătând că reducerile de impozite nu generează întotdeauna suficientă creștere economică pentru a compensa pierderile de venituri fiscale.

## În discursul politic din SUA
Economia ofertei a câștigat popularitate în rândul politicienilor Partidului Republican începând cu 1977. Anterior, republicanii aveau opinii divergente cu privire la reducerea impozitelor, unii temându-se că astfel de măsuri ar alimenta inflația și ar accentua deficitele bugetare.

### Aplicarea economiei ofertei
Economia ofertei este o școală de gândire macroeconomică ce susține că bunăstarea economică generală este maximizată prin reducerea barierelor din calea producției de bunuri și servicii (latura ofertei a economiei). Se consideră că eliminarea acestor bariere stimulează creșterea ofertei de bunuri și servicii și reduce prețurile, ceea ce aduce beneficii economiei în ansamblu. Politicile specifice economiei ofertei includ, în general, reducerea cotelor de impozitare a veniturilor și a câștigurilor de capital (pentru a stimula oferta de muncă și capital), reducerea intervenției statului în economie și relaxarea reglementărilor aplicabile întreprinderilor (pentru diminuarea costurilor). Deși politica fiscală este adesea asociată cu economia ofertei, economiștii ofertisti iau în considerare toți factorii care limitează oferta de bunuri și servicii, nu doar politica fiscală.
În manualul Principles of Economics (ediția a 7-a), economiștii Karl E. Case⁠(d) (Wellesley College⁠(d)) și Ray Fair⁠(d) (Universitatea Yale) afirmă: „Curba Laffer ilustrează relația dintre cotele de impozitare și veniturile fiscale. Economiștii ofertisti o folosesc pentru a susține că reducerea cotelor de impozitare poate genera venituri fiscale mai mari, însă criticii subliniază că această relație depinde de numeroși factori economici, iar dovezile empirice sunt neconcludente.”

### Reaganomics
Curba Laffer și teoria economiei ofertei au stat la baza politicilor economice promovate în timpul administrației Reagan, inclusiv reducerile de taxe Kemp-Roth din 1981. Susținătorii acestor politici au afirmat că reducerea impozitelor ar putea genera venituri fiscale mai mari, deoarece cotele marginale de impozitare din Statele Unite, înainte de adoptarea legislației, depășeau punctul optim al curbei Laffer. Cu alte cuvinte, aceștia considerau că reducerea impozitelor ar fi putut conduce la o creștere a veniturilor bugetare, stimulând activitatea economică. Totuși, această perspectivă a fost ironizată de George H.W. Bush în timpul campaniei prezidențiale din 1980, care a calificat-o drept „voodoo economics”. În timpul președinției lui Ronald Reagan, cota marginală superioară de impozitare în Statele Unite a fost redusă de la 70% la 28%.
David Stockman⁠(d), directorul pentru buget al lui Reagan în primul său mandat și unul dintre susținătorii inițiali ai teoriei economiei ofertei, și-a exprimat îngrijorarea că administrația nu a acordat suficientă atenție reducerii cheltuielilor guvernamentale. Deși considera că ideea fundamentală a curbei Laffer era corectă, el a avertizat că interpretarea adoptată de administrația Reagan era exagerată. În cartea sa The Triumph of Politics, Stockman scria: „Întreaga echipă din California a luat curba Laffer literal (și într-un mod primitiv). Modul în care discutau despre ea sugera că, odată ce reducerea impozitelor ar fi fost implementată, veniturile suplimentare ar fi început să cadă din cer precum mana. Încă din ianuarie explicam că nu există o curba Laffer literală.” De asemenea, Stockman a afirmat că „Laffer nu a greșit, dar nu a mers suficient de departe”, subliniind că reducerea impozitelor fără o diminuare corespunzătoare a cheltuielilor guvernamentale risca să ducă la creșterea deficitului bugetar.
Unii critici au contestat elemente ale politicilor economice promovate de Reagan, argumentând că acestea au favorizat în mod disproporționat persoanele cu venituri ridicate. Economistul John Kenneth Galbraith susținea că administrația Reagan a invocat teoria curbei Laffer pentru a justifica reduceri de taxe care au favorizat contribuabilii cu venituri ridicate. Alți critici subliniază că, deși veniturile fiscale federale au crescut anual, ritmul de creștere sub administrația Reagan a fost mai lent comparativ cu perioadele în care cotele marginale de impozitare erau mai ridicate, contrazicând astfel afirmațiile că reducerile de taxe au dus la o expansiune semnificativă a veniturilor bugetare. De asemenea, aceștia argumentează că, începând cu reducerile fiscale promovate de Reagan, veniturile majorității populației nu au înregistrat o creștere semnificativă. Studii economice arată că, în timpul administrației Reagan, venitul celor mai bogați 1% dintre americani aproape s-a dublat, în timp ce veniturile celorlalte grupuri au crescut doar marginal, iar veniturile quintilei inferioare au scăzut.
Totuși, un studiu realizat în 2018 de Biroul pentru Buget al Congresului arată că, după ajustarea pentru transferurile guvernamentale directe și beneficiile în natură (precum subvenții, programe de asistență socială și deduceri fiscale), venitul mediu al gospodăriilor din cel mai de jos quintil a crescut cu 68,8% între 1979 și 2014. Același studiu indică faptul că veniturile gospodăriilor din quintila de mijloc au crescut cu 41,5% în aceeași perioadă, după ajustarea pentru transferuri guvernamentale și taxe.

### Reducerile de taxe din perioada Bush
Biroul de Buget al Congresului a estimat că extinderea reducerilor de taxe adoptate în timpul administrației Bush (2001–2003) dincolo de termenul lor de expirare din 2010 ar fi crescut deficitul bugetar cu 1,8 trilioane de dolari în deceniul următor. Economistul Paul Krugman a susținut că adepții economiei ofertei nu credeau cu adevărat că ratele impozitului pe venit din Statele Unite se aflau pe partea descendentă a curbei Laffer, dar cu toate acestea au continuat să promoveze scăderea impozitelor, argumentând că aceasta ar încuraja investițiile din economiile personale.

## Probleme teoretice

### Justificări
Economia ofertei subliniază că reprezentările simplificate ale curbei Laffer sunt utilizate, de regulă, în scopuri didactice și nu reflectă reacțiile economice complexe la modificările politicii fiscale. Deși curba Laffer este adesea ilustrată ca o curbă clopot simetrică și continuă, în realitate, aceasta poate fi asimetrică sau înclinată spre una dintre părțile punctului său de maxim.
În contextul modificărilor fiscale semnificative și bruște, elasticitatea veniturilor bugetare în raport cu nivelul impozitării poate varia considerabil și nu este neapărat continuă în timp. Adoptarea unei noi legislații fiscale poate modifica abrupt așteptările privind încasările bugetare, generând fluctuații imprevizibile. Mai mult, impactul acestor modificări depinde de multiple variabile, inclusiv structura sistemului fiscal, conjunctura economică și comportamentul agenților economici. De exemplu, în economii cu piețe rigide sau sectoare dominante reglementate, efectele unei reduceri a impozitelor pot fi diferite față de economii mai flexibile, unde investițiile și ocuparea forței de muncă reacționează mai rapid.
Schimbările de politică fiscală pot influența deciziile de investiții, consum și economisire, afectând dinamica creșterii economice pe termen lung. Contribuabilii pot reacționa prin ajustarea activității economice, optimizare fiscală sau chiar prin evitarea obligațiilor fiscale, ceea ce poate diminua efectele scontate ale unei reduceri de taxe asupra veniturilor bugetare. De asemenea, politicile fiscale trebuie analizate în corelare cu alte elemente macroeconomice, precum cadrul de reglementare, cheltuielile publice și politica monetară, deoarece aceste factori influențează direct comportamentul economic.
În practică, pragul la care o reducere a impozitelor devine autosustenabilă – adică generează suficientă activitate economică suplimentară pentru a compensa pierderile de venituri fiscale inițiale – variază în funcție de caracteristicile economiei și de nivelul inițial al impozitării. Analizele empirice au arătat că, în unele cazuri, reducerile de impozite au dus la creșteri economice semnificative, însă în altele au accentuat deficitele bugetare fără a stimula suficient economia.
Astfel, deși principiile economiei ofertei sugerează că reducerea poverii fiscale poate sprijini creșterea economică, eficacitatea unei astfel de măsuri depinde de contextul specific și de mecanismele prin care modificările fiscale influențează comportamentul agenților economici și structura veniturilor bugetare.

Curba Laffer: t* reprezintă rata de impozitare la care se generează venitul maxim. Curba gri este cea desenată de Laffer; totuși, aceasta poate să nu aibă un singur vârf și nu este obligatoriu să fie simetrică sau să atingă vârful la valoarea care maximizează venitul din impozite, n%.

#### Curba Laffer statică simplificată

În calcul, teorema lui Rolle afirmă că, dacă o funcție reală f este continuă pe intervalul închis [a, b], derivabilă pe intervalul deschis (a, b) și f(a) = f(b), atunci există un c în intervalul deschis (a, b) astfel încât f(c) să fie un maxim sau un minim și derivata în punctul x = c să fie zero, adică f(c) = 0.

Laffer explică modelul prin prisma a două efecte interdependente ale fiscalității: un efect aritmetic și un efect economic. Efectul aritmetic presupune că veniturile fiscale sunt determinate de produsul dintre cota de impozitare și baza impozabilă. Astfel, venitul fiscal (R) este egal cu t × B, unde t reprezintă cota de impozitare, iar B baza impozabilă (R = t × B). La o cotă de impozitare de 0%, veniturile fiscale sunt nule.
În schimb, efectul economic susține că modificarea cotei de impozitare influențează însăși baza impozabilă. La o cotă de 100%, veniturile colectate ar fi, teoretic, zero, deoarece contribuabilii își schimbă comportamentul: fie își pierd motivația de a genera venituri impozabile, fie găsesc modalități de evitare sau evaziune fiscală. Prin urmare, efectul economic al unei cote de impozitare de 100% este reducerea bazei impozabile la zero. Dacă această ipoteză este corectă, atunci undeva între 0% și 100% există o cotă optimă care maximizează veniturile fiscale.
Reprezentările grafice ale curbei Laffer indică uneori o cotă optimă de impozitare în jur de 50%, presupunând o reacție liniară a bazei impozabile la modificările fiscale. Totuși, în realitate, cota optimă poate varia considerabil, în funcție de elasticitatea bazei impozabile. De asemenea, curba este adesea ilustrată ca o parabolă simetrică, dar nu există un motiv teoretic care să impună această formă.
Impactul modificărilor fiscale poate fi analizat prin elasticități: veniturile fiscale sunt maximizate atunci când elasticitatea bazei impozabile față de impozit este egală cu -1. Aceasta rezultă din diferențierea R în raport cu t, ceea ce arată că rata de variație a veniturilor fiscale este determinată de suma dintre elasticitatea bazei impozabile și 1, înmulțită cu baza impozabilă. Astfel, dacă elasticitatea depășește -1 în valoare absolută, veniturile încep să scadă. Aceasta este o problemă analogă cu cea a unui monopolist care nu trebuie să majoreze prețurile peste punctul în care elasticitatea cererii depășește -1 în valoare absolută.
Jude Wanniski a remarcat că, în practică, activitatea economică nu ar înceta complet la o rată de impozitare de 100%, ci s-ar transforma dintr-o economie bazată pe tranzacții monetare într-una de troc. De asemenea, el a subliniat că, în circumstanțe excepționale, precum o economie de război, activitatea economică poate continua o perioadă chiar și la niveluri de impozitare apropiate de 100%.
Mai multe studii au încercat să cuantifice relația dintre veniturile fiscale și ratele de impozitare (de exemplu, în SUA, de către Biroul pentru Buget al Congresului). Deși interacțiunea dintre cotele de impozitare și veniturile fiscale este, în general, acceptată, natura exactă a acestei relații rămâne subiect de dezbatere. În practică, forma curbei Laffer poate fi estimată doar empiric, iar poziția sa variază de la o economie la alta, în funcție de factori precum elasticitatea ofertei de muncă, structura impozitării și comportamentele fiscale ale contribuabililor. Chiar și în cadrul aceleiași economii, caracteristicile curbei pot evolua în timp.
Factori precum impozitarea diferențiată și diferențele de elasticitate între diverse categorii de venituri complică identificarea cotei optime. Mai mult, structura curbei poate fi influențată de decizii de politică fiscală. De exemplu, dacă legislația permite utilizarea mai extinsă a schemelor de evitare fiscală, punctul în care veniturile încep să scadă odată cu creșterea impozitelor poate apărea la o cotă inferioară.
Laffer a introdus curba ca un instrument didactic pentru a demonstra că, în anumite condiții, reducerea cotelor de impozitare poate crește veniturile guvernamentale fără a necesita reducerea cheltuielilor publice sau creșterea îndatorării. Totuși, pentru ca o reducere a impozitelor să ducă la o creștere a veniturilor, cota actuală trebuie să fie mai mare decât cea care maximizează veniturile fiscale.
În 2007, Laffer a subliniat că această teorie nu ar trebui utilizată ca singurul criteriu pentru creșterea sau reducerea taxelor, ci doar ca un cadru de analiză a impactului fiscalității asupra activității economice și a veniturilor statului.

#### Curba Laffer dinamică pe partea ofertei
Economiștii ofertei susțin că, într-un mediu caracterizat de rate ridicate ale impozitării, reducerea acestora ar putea conduce fie la creșterea veniturilor fiscale, fie la diminuarea pierderilor de venituri față de estimările statice ale bazei de impozitare anterioare.
Această perspectivă i-a determinat pe economiștii ofertei să pledeze pentru reduceri semnificative ale cotelor marginale de impozitare a veniturilor și câștigurilor de capital, pentru a stimula investițiile, a îmbunătăți rentabilitatea capitalului și a încuraja participarea pe piața muncii, ceea ce ar susține creșterea ofertei agregate. Jude Wanniski și alți susținători ai acestei teorii propun aplicarea unei cote zero de impozitare a câștigurilor de capital. Expansiunea ofertei agregate ar conduce la o creștere a cererii agregate, explicând astfel conceptul de „economie a ofertei” (supply-side economics).

### Critici
Laffer presupune că veniturile fiscale ale guvernului sunt o funcție continuă a ratei de impozitare. Totuși, în unele modele teoretice, curba Laffer poate fi discontinuă, ceea ce face imposibilă identificarea unei rate optime de impozitare care să maximizeze veniturile. În plus, ipoteza fundamentală a curbei Laffer presupune că veniturile fiscale sunt utilizate pentru finanțarea unui bun public separat în utilitate și distinct de oferta de muncă, ceea ce nu este întotdeauna adevărat în practică.
Curba Laffer, în forma sa clasică, simplifică realitatea prin asumarea unei singure rate de impozitare și a unei singure elasticități a ofertei de muncă. În realitate, sistemele fiscale sunt mult mai complexe, incluzând impozite progresive, deductibilități și diverse stimulente care influențează comportamentul contribuabililor. De asemenea, veniturile bugetare pot fi o funcție multivaluată a ratei de impozitare; de exemplu, o creștere a ratei de impozitare la un anumit nivel poate să nu genereze aceleași venituri ca o scădere a aceleiași rate (fenomen de histerezis).
Un alt aspect neglijat de modelul standard al curbei Laffer este impactul evitării fiscale și al economiei subterane. Dacă agenții economici diferă atât în ceea ce privește capacitatea de a produce eficient, cât și în abilitatea de a evita plata impozitelor, atunci rezultatele modelului se modifică. În anumite scenarii, veniturile colectate în prezența unor forme de evitare fiscală pot fi mai mari decât cele estimate fără a lua în calcul acest fenomen, ceea ce ar împinge punctul de maximizare a veniturilor fiscale mai spre dreapta decât se anticipase inițial. Dacă însă capacitatea de evitare fiscală și productivitatea nu sunt corelate, acest efect dispare.
În general, una dintre principalele critici aduse curbei Laffer este că aplicabilitatea sa practică este incertă. Chiar și acolo unde s-au făcut estimări empirice, rezultatele variază semnificativ în funcție de structura economică a fiecărui stat, de elasticitatea ofertei de muncă și de comportamentul contribuabililor. Mai multe studii arată că ratele efective de impozitare utilizate în economiile dezvoltate sunt, de regulă, situate sub punctul de maximizare a veniturilor, ceea ce înseamnă că reducerile fiscale nu conduc întotdeauna la creșteri ale veniturilor bugetare.
Aplicarea modelului Laffer în politici fiscale reale a fost controversată. Experimentele privind reducerea impozitelor au dus, în unele cazuri, la creșterea deficitului bugetar, în loc de creșterea veniturilor fiscale. Cea mai cunoscută aplicare a acestui model a avut loc în timpul administrației Reagan (1981–1989), când s-au implementat reduceri masive de impozite cu scopul de a stimula creșterea economică. Totuși, în această perioadă, deficitul bugetar al SUA a crescut cu aproximativ 2 trilioane de dolari, ceea ce sugerează că reducerile de taxe nu au fost suficient compensate de o creștere economică proporțională.
Pe termen lung, impactul scăderii impozitelor depinde de modul în care guvernele gestionează pierderile de venituri. Dacă acestea sunt compensate prin reducerea cheltuielilor publice sau prin creșterea eficienței colectării, efectul economic poate fi pozitiv. Însă, dacă sunt finanțate printr-o creștere a datoriei publice, beneficiile pot fi anulate de costurile asociate îndatorării. De asemenea, în economiile emergente, unde baza fiscală este mai restrânsă și conformarea fiscală mai redusă, reducerea taxelor nu duce întotdeauna la o creștere suficientă a veniturilor pentru a compensa pierderile inițiale.
Structura curbei Laffer poate fi influențată și de modificările legislative. De exemplu, existența unor lacune fiscale și a unor mecanisme de optimizare fiscală poate reduce punctul de maximizare a veniturilor, deoarece contribuabilii au mai multe oportunități de a evita taxele la rate ridicate de impozitare. Astfel, politica fiscală trebuie să ia în considerare nu doar rata impozitului, ci și structura sistemului fiscal și comportamentele agenților economici.

## Notă explicativă
1. ↑  Presupunând că veniturile fiscale sunt o funcție continuă a ratei de impozitare, teorema valorii extreme garantează existența unui punct maxim.